# Lilly Becher
Lilly Becher (Nürnberg, 1901. január 27. – Kelet-Berlin, 1978. szeptember 20.) német újságíró, író és biográfus.
Ő volt az egyik első antifasiszta író, már az 1930-as években dokumentálta a zsidóüldözéseket, a nácik haragja elől végül a Szovjetunióba menekült. Habár a híres író, Johannes Becher felesége volt, saját jogán is népszerű volt az NDK-ban.
A második világháború után férjével visszatértek a szovjet megszállás alatt lévő Kelet-Berlinbe. Lilly ezután politizálni kezdett, több különböző díjat is elnyert.